# Madi Queta
Madi Queta (Bissau, 21 ottobre 1998) è un calciatore guineense con cittadinanza portoghese, attaccante del Səbail.

## Caratteristiche tecniche
Ala molto rapida e con un ottimo controllo di palla, può essere impiegato su entrambe le fasce e come seconda punta.

## Carriera
Cresciuto nel settore giovanile del Porto, il 19 agosto 2017 debutta fra i professionisti giocando con la squadra riserve l'incontro di Segunda Liga vinto 3-1 contro il Penafiel. Il 26 novembre seguente trova la sua prima rete, segnando il gol del momentaneo pareggio dell'incontro perso 2-1 contro l'Académica. Il 4 settembre 2020 viene ceduto a titolo definitivo al neopromosso Farense.

## Statistiche
Statistiche aggiornate al 27 dicembre 2020.

### Presenze e reti nei club
| Stagione        | Squadra         | Campionato      | Campionato | Campionato | Coppe nazionali | Coppe nazionali | Coppe nazionali | Coppe continentali | Coppe continentali | Coppe continentali | Altre coppe | Altre coppe | Altre coppe | Totale | Totale | Totale |
| Stagione        | Squadra         | Comp            | Pres       | Reti       | Comp            | Pres            | Reti            | Comp               | Pres               | Reti               | Comp        | Pres        | Reti        | Pres   | Reti   |        |
| --------------- | --------------- | --------------- | ---------- | ---------- | --------------- | --------------- | --------------- | ------------------ | ------------------ | ------------------ | ----------- | ----------- | ----------- | ------ | ------ | ------ |
| 2017-2018       | Porto B         | LdH             | 20         | 3          |                 | -               | -               |                    | -                  | -                  |             | -           | -           | 20     | 3      |        |
| 2018-2019       | Porto B         | LdH             | 33         | 4          |                 | -               | -               |                    | -                  | -                  |             | -           | -           | 33     | 4      |        |
| 2019-2020       | Porto B         | LdH             | 23         | 1          |                 | -               | -               |                    | -                  | -                  |             | -           | -           | 23     | 1      |        |
| Totale Porto B  | Totale Porto B  | Totale Porto B  | 76         | 8          |                 | -               | -               |                    | -                  | -                  |             | -           | -           | 76     | 8      |        |
| 2020-2021       | Farense         | PL              | 4          | 0          | CP              | 1               | 0               |                    | -                  | -                  |             | -           | -           | 5      | 0      |        |
| Totale carriera | Totale carriera | Totale carriera | 80         | 8          |                 | 1               | 0               |                    | -                  | -                  |             | -           | -           | 81     | 8      |        |